# Samorząd Regionu Matte Binjamin
Samorząd Regionu Matte Binjamin (hebr. מועצה אזורית מטה בנימין) – samorząd regionu położony w Dystrykcie Judei i Samarii, w Izraelu.
Samorządowi podlegają osady rolnicze położone w południowej części Samarii, w otoczeniu terytoriów Autonomii Palestyńskiej.

## Osiedla
W 2 moszawach i 29 wsiach żyje tutaj około 48 300 mieszkańców.

### Moszawy
| - Mattitjahu | - Mewo Choron |

### Wsie
| - Almon (Anatot) - Allon - Amichaj - Ateret - Bet Choron - Dolew - Eli - Gewa Binjamin (Adam) - Giwon ha-Chadasza - Challamisz - Chaszmona’im - Kefar Adummim - Kefar ha-Oranim - Kochaw ha-Szachar - Kochaw Ja’akow | - Ma’ale Lewona - Ma’ale Michmas - Micpe Jericho - Micpe Hagit - Na’ale - Nachali’el - Nili - Nofe Perat - Ofra - Pesagot - Rimmonim - Szilo - Szewut Rachel - Talmon |

### Nieautoryzowane osiedla
| - Achija - Ade Ad - Ahawat Chaim - Alej Ajn - Ammona (ewakuowana) - Bnej Adam - Charesza - Chan Erec ha-Mirdafim - Cheruti - Giwat Asaf - Giwat Harel - Giwat Ha-Ro’e - Esz Kodesz - Ha-Karon - Ha-Jowel - Kida | - Kochaw Ja’akow Mizrach - Kochaw Ja’akow Ma’araw - Ma’ale Chagit - Ma'ale Szlomo - Migron - Micpe Dani - Micpe Jericho Cafon-Mizrach - Micpe Karmim - Nerijja - Newe Achi - Newe Erez - Nof Harim - Nofej Prat Darom - Ofra Cafon-Mizrach - Palgej Ma’im - Zajit Ra’anan |